# Bruno Taut
Bruno Julius Florian Taut (4 de maig de 1880 – 24 de desembre de 1938) va ser un arquitecte alemany actiu durant l'època de la República de Weimar.

## Biografia
Taut nasqué a Königsberg el 1880. Estudià a la Baugewerkschule. Taut treballà a les oficines de diversos arquitectes d'Hamburg i de Wiesbaden. L'any 1903 era un empleat de Bruno Möhring a Berlín, on va quedar influenciat per l'estil Jugendstil i els nous sistemes de combinar l'acer amb els. Des de 1904 fins a 1908, Taut treballà a Stuttgart per a Theodor Fischer i estudià planificació urbanística. Va rebre el seu primer encàrrec a través de Fischer el 1906, la renovació de l'església del poble d'Unterriexingen.
El 1908, tornà a Berlin per estudiar història de l'art i construcció a la Universitat Tècnica de Berlín a Charlottenburg. Un any més tard va fundar la companyia d'arquitectura Taut & Hoffmann amb Franz Hoffmann.
Els primers grans projectes de Taut arribaren l'any 1913. Va ser seguidor del moviment de la Ciutat-jardí, com evidencia el seu disseny de la finca Falkenberg.
Taut adoptà els ideals i tècniques futurístes de l'avantguarda com es pot veure en el Pavelló de Vidre, que va bastir per a la indústria alemanya del vidre el 1914 en l'Exposició Werkbund de la ciutat de Colònia. Els seus esbossos per a la publicació d'"Alpine Architecture" (1917) són obra d'un visionari utòpic i està classificat com d'art modernista i en particular Expressionisme.

## Alemanya
El 1910 l'arquitecte Hermann Muthesius li suggerí que visités Anglaterra per tal d'aprendre la filosofia de la “ciutat jardí” Muthesius també el presentà al grup d'arquitectes Deutscher Werkbund, incloent Walter Gropius. Taut tenia simpaties pel socialisme i pel pacifisme després de la Primera Guerra Mundial això obstaculitzà la seva carrera.
Taut va dissenyar, sense arribar a ser construïda, una immensa ciutat jardí circular amb un radi d'uns 7 km destinada a tres milions d'habitants. La "Corona de la Ciutat " hauria d'haver estat al centre.

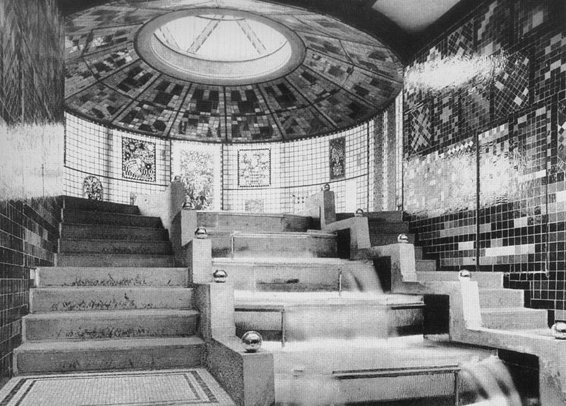
Interior de la Cúpula de Vidre

Taut va ser arquitecte municipal de Magdeburg des de 1921 fins a 1923. Durant aquest temps es van construir uns pocs complexos residencials, un d'aquests va ser el Complex Hermann Beims (1925–28) amb 2,100 apartaments.

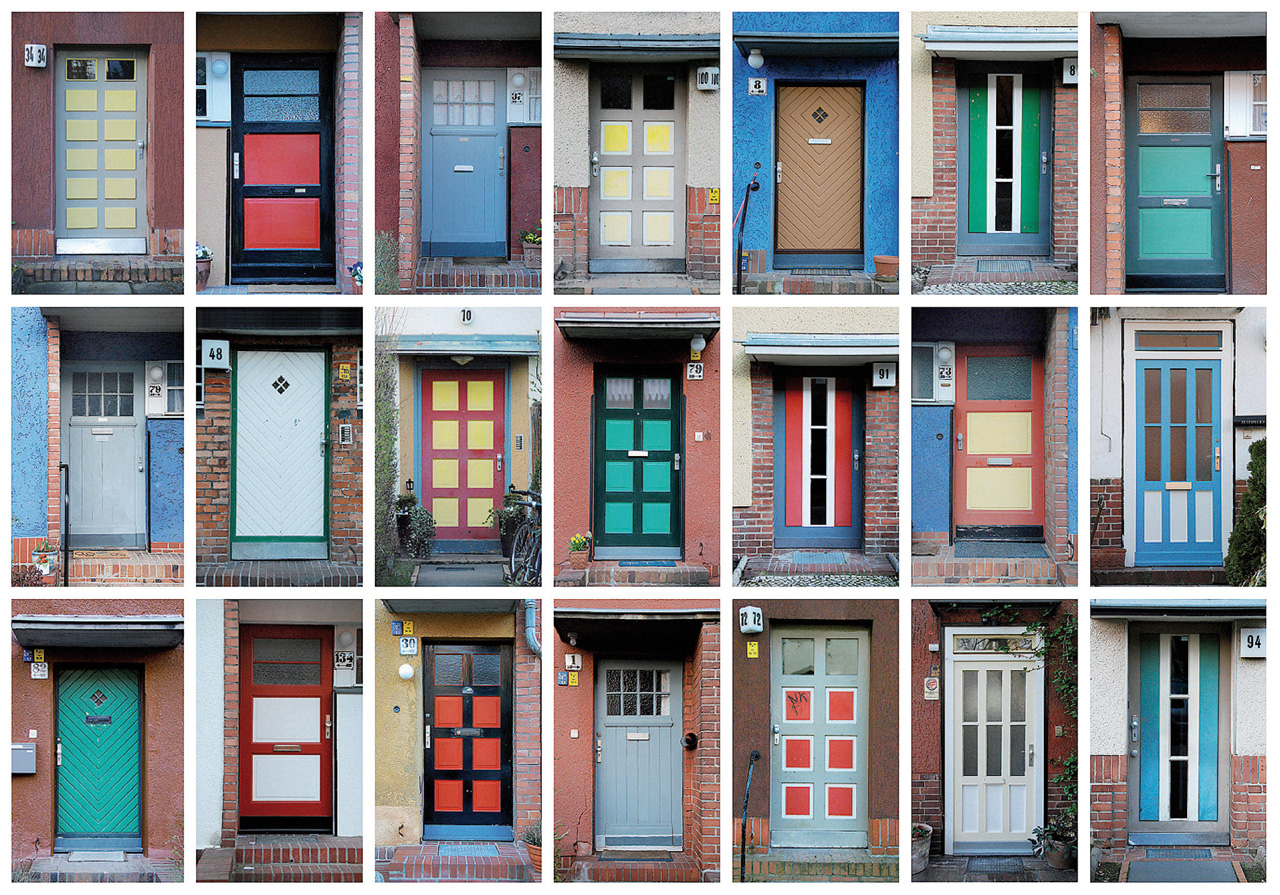
Hufeisensiedlung de Berlin (1925-1933)

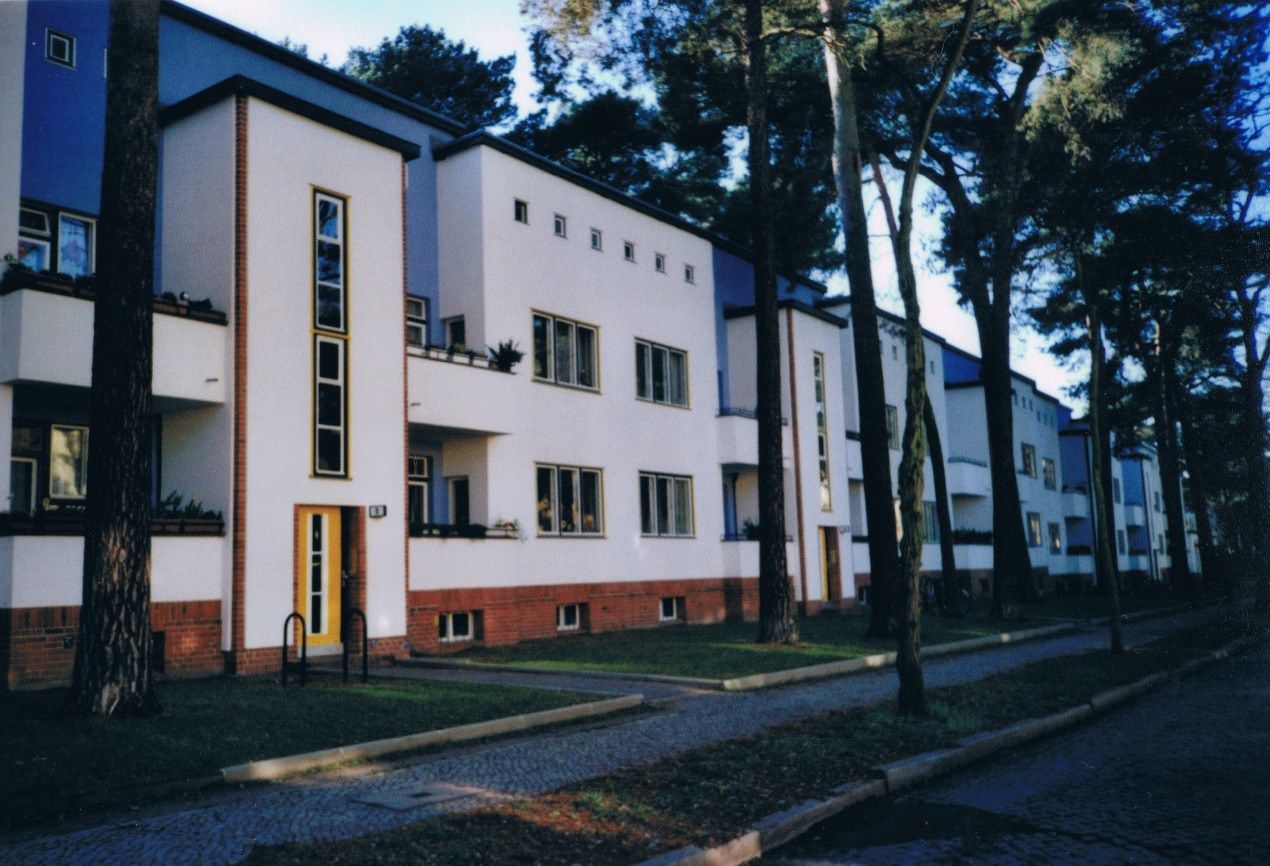
Onkel-Toms-Hütte, Wilskistrasse, Berlin

Com a pintor, Taut es va diferenciar del modernisme contemporani per la seva devoció pel color. El 1912 va rebre l'encàrrec de ''Gartenstadt Falkenberg'' a Berlín. En contrast les entrades de blanc pur de Mies van der Rohe i de Walter Gropius, La casa de Taut (la 19) va ser pintada en colors bàsics. Es diu que Le Corbusier va exclamar: "Déu meu, Taut és cec pels colors!"

Taut treballà per l'arquitecte municipal de Berlin, Martin Wagner, en alguns dels complexos modernistes de la ciutat que actualment són reconeguts com a Patrimoni de la Humanitat per la UNESCO. El disseny tenia controvertits sostres plans, accés a la llum, a l'aire i al jardí que els polítics conservadors van considerar com excessivament opulents per a les classes treballadores (“gent senzilla) Van ser defensats pel batlle progressista de Berlín, Gustav Böss.

## Japó
Com que Taut era jueu i socialista va haver d'emigrar quan els nazis arribaren al poder.
El 1933 a Suïssa, Taut va rebre una invitació de l'arquitecte japonès Isaburo Ueno i va arribar a Tsuruga, Japó el 3 de maig de 1933. Taut es va establir a Takasaki, (Gunma) on va escriure sobre l'arquitectura japonesa comparant-la amb el modernisme europeu.
 Els escrits de Taut sobre el minimalisme estètic japonès van influir en l'obra següent de Le Corbusier i Walter Gropius.
Només queda de l'obra de Taut al Japó l'extensió de la Vila Hyuga Villa a Atami feta el 1936 que té vistes sobre la propera Badia Sagami .

## Turquia
Taut es va desplaçar a Turquia l'any 1936 per a ser professor d'arquitectura a l'Acadèmia de Belles Arts d'Istanbul. Va tenir l'oportunitat de presentar a Turquia el corrent Bauhaus.
Taut va fer edificis educatius a Ankara i Trebisonda encarregats pel Ministeri turc d'Educació. El seu darrer treball va ser el catafalc usat per la cerimònia del funeral de Mustafa Kemal Atatürk el 21 de novembre de 1938 a Ankara.
Taut morí el 24 de desembre de 1938 i va ser enterrat al Cementiri dels Màrtirs d'Edirnekapı d'Istanbul sent el primer i l'únic no musulmà que hi va ser enterrat.

## Galeria

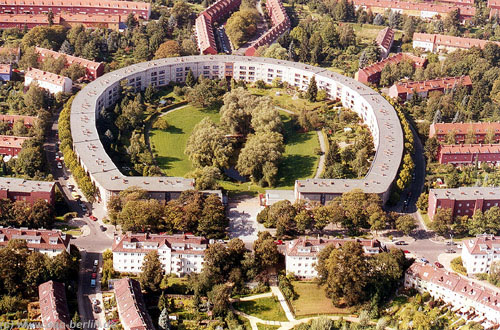
"Hufeisensiedlung",1925, a Britz, Berlin
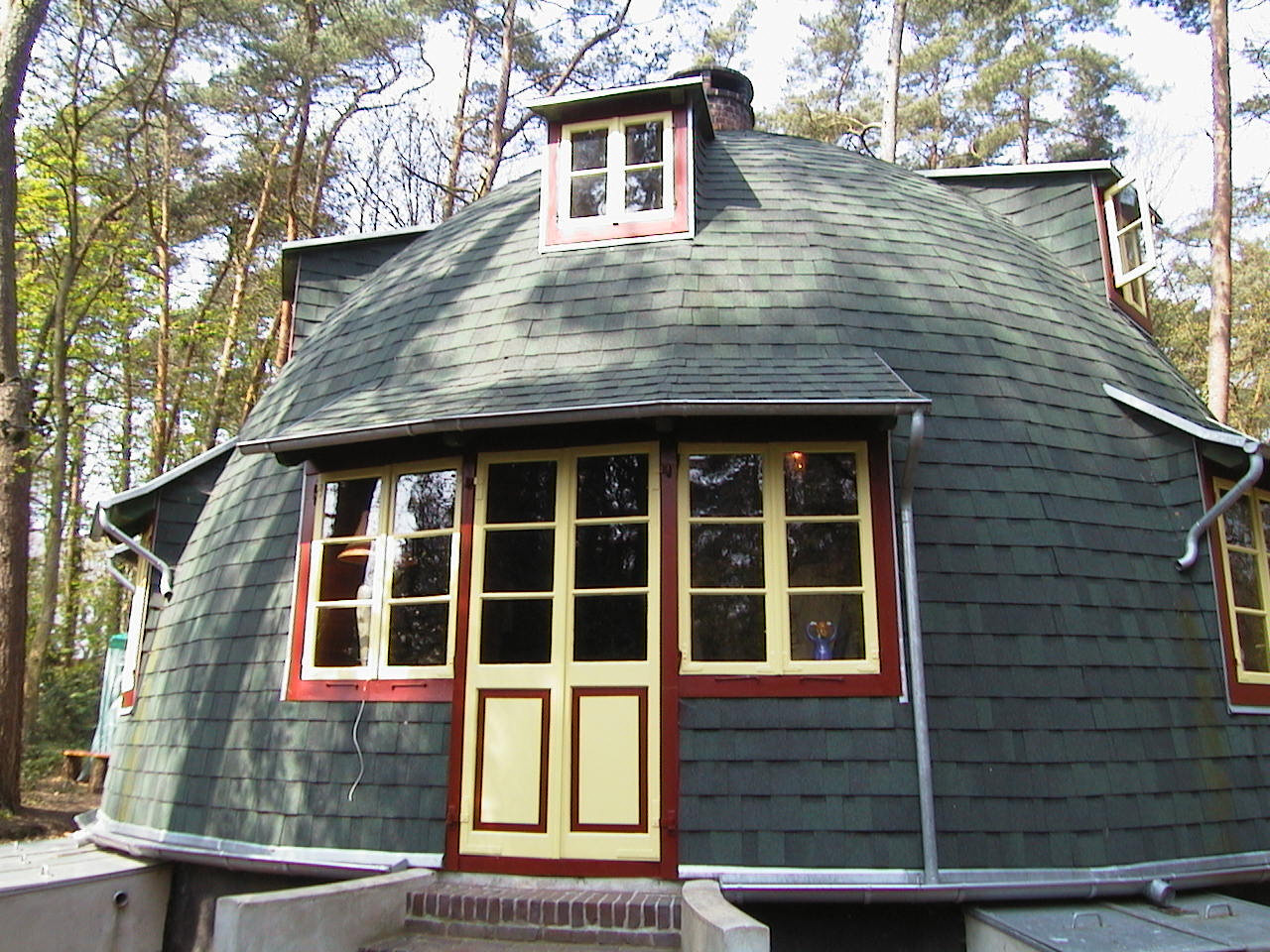
Worpsweder Käseglocke, 1926
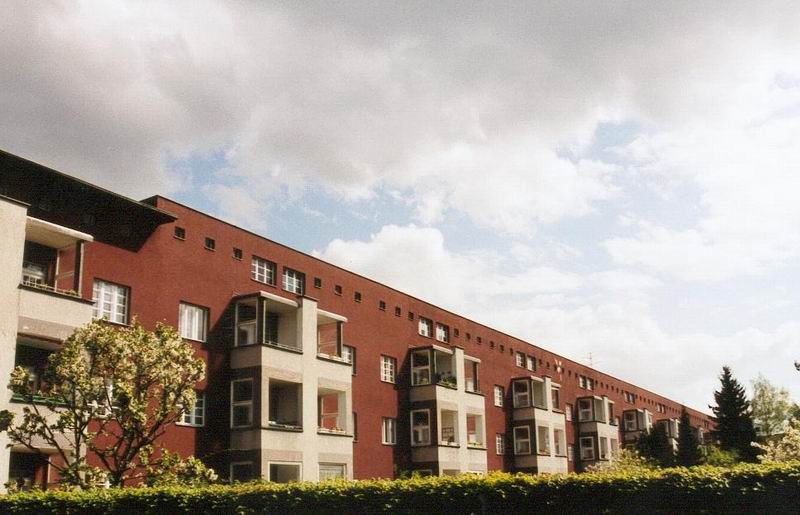
Horseshoe, Britz, Berlin
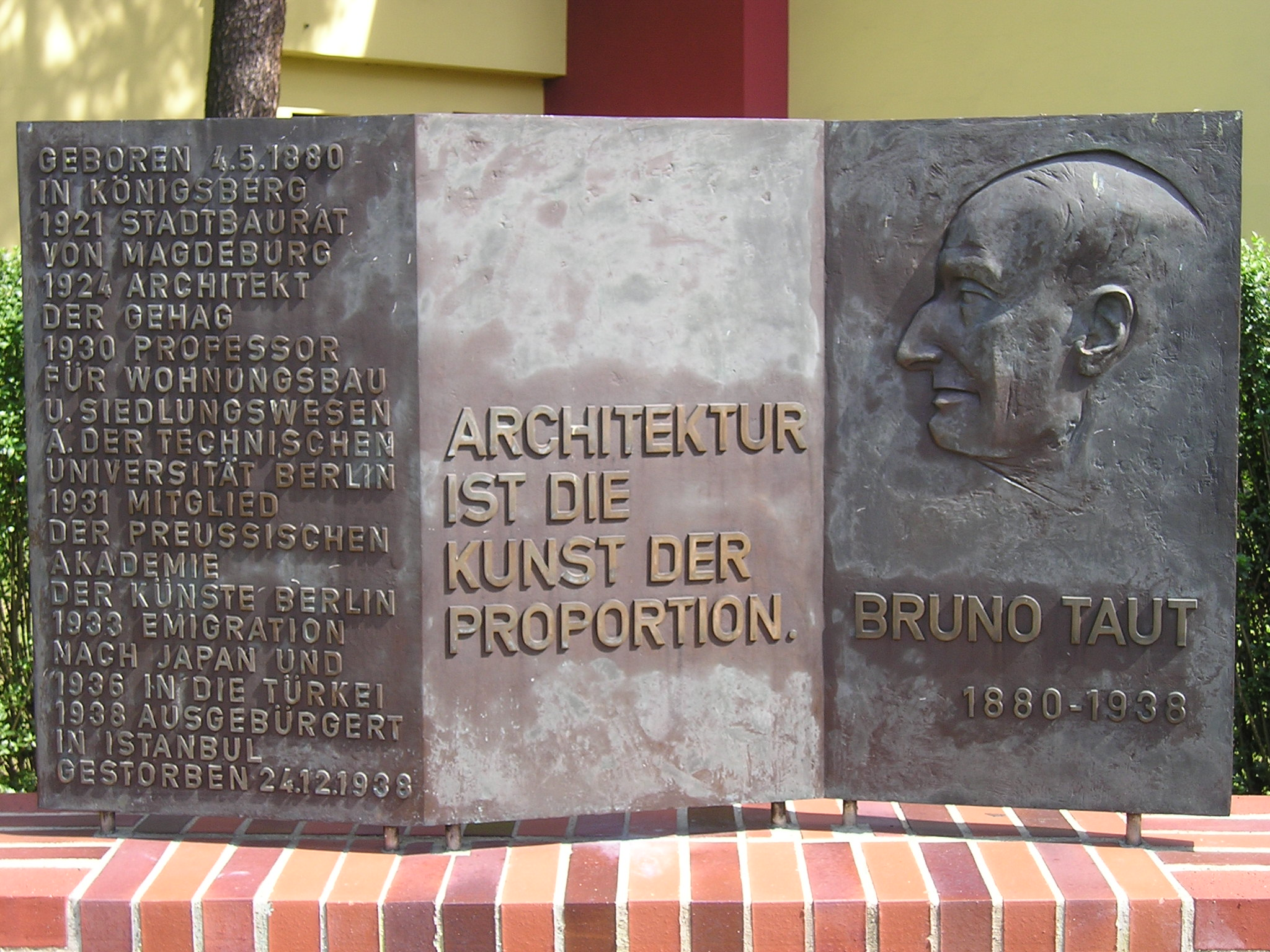
Monument a Taut a Berlin-Zehlendorf
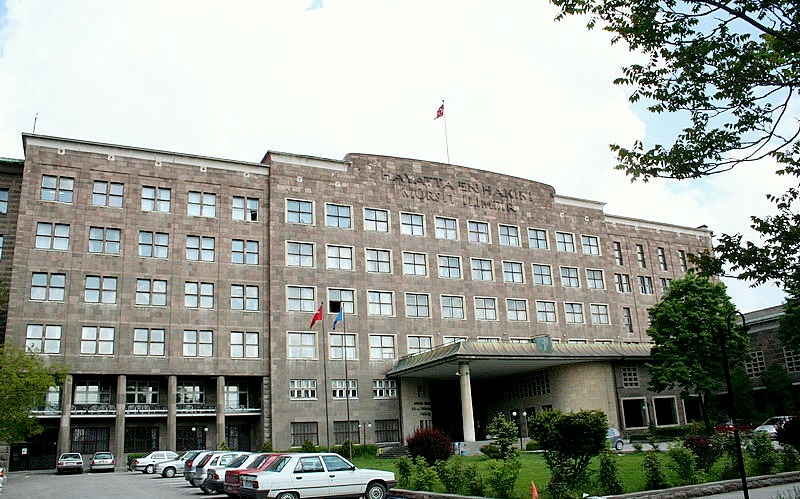
"Facultat d'Idiomes, Història i Geografia",Ankara, Turquia.
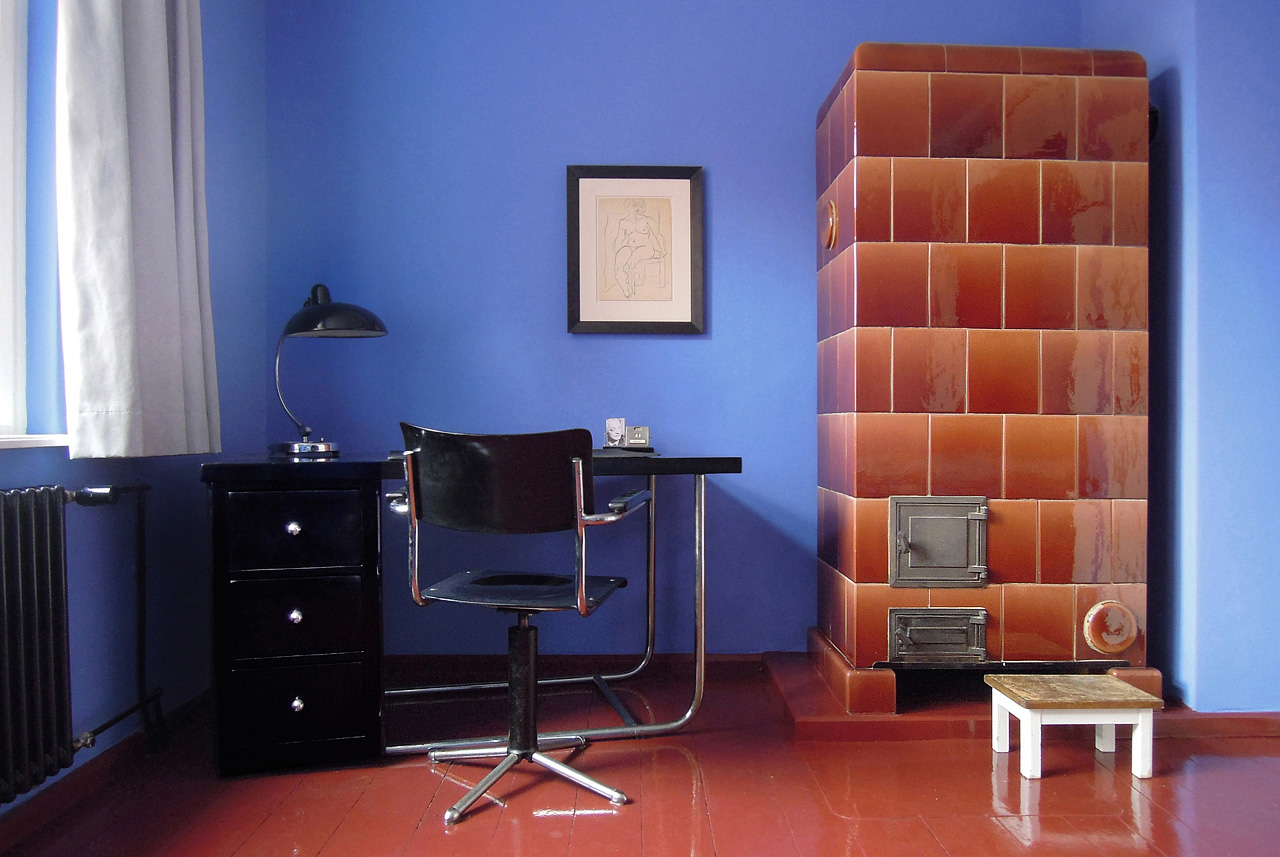
"Tautes Heim" a Hufeisensiedlung, Berlin-Britz
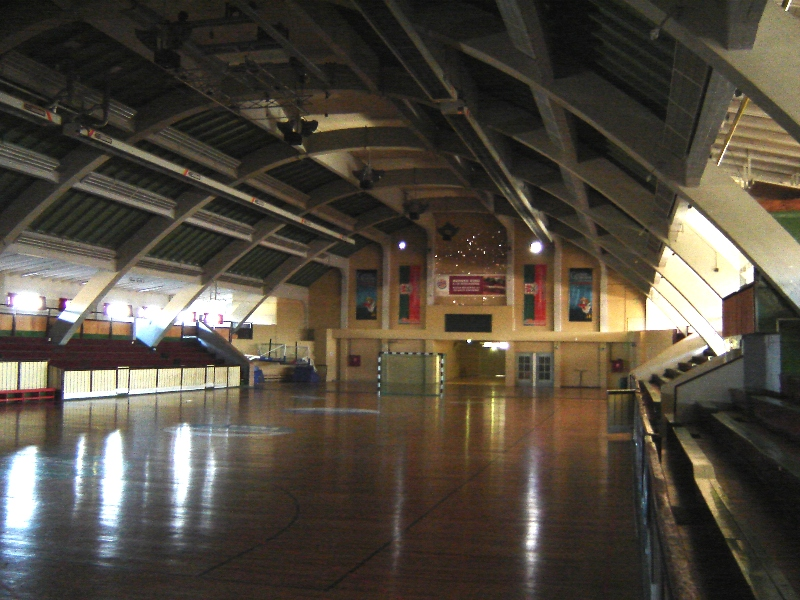
Hermann Gieseler Gymnasium, interior, Magdeburg, Taut i John Göderitz